# Jack Creley
Jack Creley (* 6. März 1926 in Illinois; † 10. März 2004 in Toronto) war ein US-amerikanischer Schauspieler.

## Leben
Creley zog früh mit seiner von der Depressionszeit hart getroffenen Familie auf einem Lastwagen nach Kalifornien, wo er heranwuchs.
Nach der Teilnahme am Zweiten Weltkrieg, in dem er bei Okinawa verwundet wurde, zog er nach Manhattan, wo er mit Tony Curtis und Rod Steiger Schauspiel studierte. 1954 verlegte er seinen Wohnsitz nach Toronto. Dort war er bis zu seinem Lebensende vor allem am Theater beschäftigt und spielte während seiner Karriere nahezu 800 Rollen. Neben zahlreichen Werbespots und TV-Rollen nahm Creley auch gelegentliche Angebote für Kinofilme an.

## Filmografie (Auswahl)
- 1961: Die rote Schwadron (The Canadians)
- 1964: Dr. Seltsam, oder wie ich lernte, die Bombe zu lieben (Dr. Strangelove or: How I Learned to Stop Worrying and Love the Bomb)
- 1974: Ferner Donner (Alien Thunder)
- 1977: Rituals
- 1977: Willkommen in der blutigen Stadt (Welcome to Blood City)
- 1983: Videodrome
- 1985–1987: Nachtstreife (Night Heat, Fernsehserie, 4 Folgen)
- 1986: Police Academy 3 – … und keiner kann sie bremsen (Police Academy 3: Back in Training)
- 1987: Police Academy 4 – Und jetzt geht’s rund (Police Academy 4: Citizens on Patrol)